# آبشار آسبستوس کریک
آبشار آسبستوس کریک (به انگلیسی: Asbestos Creek Falls) آبشاری است که در ایالات متحده آمریکا واقع شده و ارتفاع کلی ریزشگاه آن ۹۵۰ فوت (۲۹۰ متر) است.